# Сиваков, Алексей Викторович
Алексей Викторович Сиваков (род. 7 января 1972, Москва) — российский шоссейный велогонщик, позже — спортивный директор команды Itera-Katusha.

## Карьера
В любительские годы главным успехом Алексея Сивакова стала победа на Туре Сербии 1994 года. В 1996 году он подписал контракт с Roslotto-ZG Mobili, и в том же сезоне едва не выиграл последний этап Джиро д’Италия 1996, уступив лишь украинцу Сергею Ушакову. Сиваков ещё 5 раз участвовал в Гранд Турах, но больше никогда не был так близок к победе. В 1998 году он перешёл во французскую Big Mat-Auber 93 и выиграл Circuito Montañés. В том же сезоне Сиваков стал серебряным призёром чемпионата России в разделке, уступив лишь Олегу Жукову. Через 2 года он взял медаль и в групповой гонке, на этот раз бронзовую. В 2003 году Сиваков стал вторым на Circuit de la Sarthe, а через пару лет завершил карьеру, за время которой 5 раз представлял страну на чемпионате мира. В 2007 году он стал спортивным директором Moscow Stars, преобразованной из «Омнибайк-Динамо». Команда существовала лишь сезон, после чего ФВСР приняла решение о создании континентальной команды «Катюша», генеральным менеджером которой стал Сиваков. В следующем сезоне национальный проект разросся в команду Мирового Тура, Сиваков же остался спортивным директором континентального фарм-клуба.

## Семья
Жена Александра Колясева, велогонщица. Сын Павел Сиваков, велогонщик